# Ц̓
Ц̓ (minuskule ц̓) je již běžně nepoužívané písmeno cyrilice, v minulosti bylo používáno v abcházštině. V poslední variantě abchazské azbuky mu odpovídá písmeno Ҵ.
Písmeno bylo zavedeno v tiskové variantě azbuky navržené M. R. Zavadským jako tištěná alternativa k Peterem von Uslar zavedenenému psacímu písmenu podobnému gruzínskému písmenu წ, ovšem v pozdější tiskové verzi azbuky navržené komisí pro překlady bylo nahrazeno písmenem Ҵ. V latinské abecedě N. J. Marra písmenu Ц̓ odpovídalo písmeno ṫ. V abecedě N. F. Jakovleva písmenu Ц̓ odpovídalo písmeno ç, v době, kdy byla abcházština zapisována gruzínským písmem, písmenu Ц̓ odpovídalo písmeno წ. Od znovuzavedení zápisu abcházštiny cyrilicí je místo písmena Ц̓ opět používáno písmeno Ҵ.